# 特利堅
35°07′03″N 7°46′02″E / 35.11750°N 7.76722°E

特利堅（阿拉伯语：‎），是阿爾及利亞的城鎮，位於該國東北部泰貝薩省，由舍里耶區負責管轄，面積1,825平方公里，2008年人口10,286，人口密度每平方公里6人。